# Acid alendronic
Acidul alendronic, utilizat și sub formă de alendronat sodic (cu denumirea comercială Fosamax), este un medicament din clasa bisfosfonaților, fiind utilizat în tratamentul osteoporozei și al bolii Paget. Calea de administrare disponibilă este cea orală.
Substanța a fost patentată în 1978 și aprobată pentru uz medical în Statele Unite ale Americii în anul 1995.

## Utilizări medicale
Acidul alendronic este utilizat în tratamentul osteoporozei în post–menopauză la femeile adulte, în osteoporoza indusă de glucocorticoizi și în boala Paget a oaselor.